# Tiergarten, Erweiterung Schachblumenwiese
Tiergarten, Erweiterung Schachblumenwiese este o arie protejată (arie specială de conservare — SAC, sit de importanță comunitară — SCI) din Germania întinsă pe o suprafață de 90,71 ha, integral pe uscat.

## Localizare
Centrul sitului Tiergarten, Erweiterung Schachblumenwiese este situat la coordonatele 51°59′28″N 8°03′35″E / 51.9911°N 8.0597°E.

## Înființare
Situl Tiergarten, Erweiterung Schachblumenwiese a fost declarat sit de importanță comunitară în august 1999 pentru a proteja 1 specie de animale. Situl a fost protejat și ca arie specială de conservare în februarie 2006.

## Biodiversitate
Situată în ecoregiunea atlantică, aria protejată conține 4 habitate naturale: Lacuri eutrofice naturale cu vegetație de tip Magnopotamion sau Hydrocharition, Fânețe de joasă altitudine (Alopecurus pratensis, Sanguisorba officinalis), Păduri de fag Luzulo-Fagetum, Păduri aluvionare cu Alnus glutinosa și Fraxinus excelsior (Alno-Padion, Alnion incanae, Salicion albae).
La baza desemnării sitului se află o specie protejată de  amfibieni: triton cu creastă (Triturus cristatus).
Pe lângă speciile protejate, pe teritoriul sitului au mai fost identificate 1 specie de plante.